# William Waldegrave (9e comte Waldegrave)
William Frédéric Waldegrave, 9e Comte Waldegrave, (2 mars 1851 – 12 août 1930), titré vicomte Chewton entre 1854 et 1859, est un homme politique britannique Conservateur. Il est capitaine de la garde Yeomen, whip en chef du gouvernement à la Chambre des lords, entre 1896 et 1905.

## Famille
Il est le fils aîné de William Waldegrave, vicomte Chewton, l'aîné des fils du vice-amiral William Waldegrave (8e comte Waldegrave). Sa mère est Françoise, fille du capitaine Jean Bâtard. Il devient vicomte Chewton en 1854 à la mort prématurée de son père. En 1859, âgé de huit ans, il succède à son grand-père comme comte. Il fait ses études au Collège d'Eton et au Trinity College de Cambridge.

## Militaire de carrière
Waldegrave commande le 3e Cambridgeshire Fusil en 1869. Il est promu lieutenant en 1870 et démissionne avec le grade de capitaine en 1872. Il est enseigne dans le 1er London Rifle en 1873 et est promu au grade de lieutenant et de capitaine en 1874 et Major en 1886. Il prend sa retraite comme lieutenant-colonel.

## Carrière politique
Il entre comme Conservateur à la Chambre des lords. Il est Lord-in-waiting de Lord Salisbury de 1886 à 1892, et à nouveau de 1895 à 1896.
Après la mort de Lord Limerick, en août 1896, il est promu capitaine de la garde Yeomen et whip en chef du gouvernement de la Chambre des lords. Il conserve ces postes jusqu'en 1905, les trois dernières années sous Arthur Balfour. Il reste comme whip en chef des conservateurs à la Chambre des Lords, jusqu'en 1911.
En 1897, il est admis au Conseil Privé. Il est nommé sous lieutenant de Somerset le 25 janvier 1911.

## Descendance
Il épouse sa cousine, Mary Dorothea Palmer, fille de Roundell Palmer (1er comte de Selborne), le 5 août 1874. Il est décédé en août 1930, âgé de 79 ans, et est remplacé par son fils aîné, William Waldegrave (10e comte Waldegrave). La comtesse Waldegrave est décédée en novembre 1933.